# Wiley-VCH
Wiley-VCH est une maison d'édition allemande, filiale de John Wiley & Sons. Elle a été fondée en 1921 sous le titre « Verlag Chemie » (VCH) par la Gesellschaft Deutscher Chemiker (en) (GDCh). Elle appartient à John Wiley & Sons depuis 1996.